# Arachnis insularis
Arachnis insularis là một loài bướm đêm thuộc phân họ Arctiinae, họ Erebidae.